# Raphael Tuju
Raphael Tuju (né le 30 mars 1959), est un homme politique kényan. Ministre des Affaires étrangères du 7 décembre 2005 au 8 janvier 2008.
De 2004 à décembre 2005, il est ministre du tourisme et de l'information.
Tuju est secrétaire général du parti du jubilé, le parti du président Uhuru Kenyatta depuis la création du parti en 2017.